# Telipna nigra
Telipna nigra är en fjärilsart som beskrevs av Suffert 1904. Telipna nigra ingår i släktet Telipna och familjen juvelvingar. Inga underarter finns listade i Catalogue of Life.